# Pendurthi
Pendurthi là một mandal và là một khu đô thị thuộc thành phố Visakhapatnam, Ấn Độ. The neighbourhood is considered as the major residential and commercial area in the district. It is located within the jurisdiction of the Greater Visakhapatnam Municipal Corporation, which is responsible for the civic amenities in Pendurthi. It is located on the west fringe of Visakhapatnam city.